# Azione del 28 gennaio 1945
L'azione del 28 gennaio 1945 fu un breve e inconcludente scontro tra due formazioni navali, l'una britannica e l'altra tedesca, che ebbe luogo nelle acque antistanti il porto di Bergen in Norvegia nell'ambito dei più vasti eventi della seconda guerra mondiale.
Una formazione di tre cacciatorpediniere tedeschi era in rotta per rientrare in patria dalle acque della Norvegia settentrionale quando, nelle prime ore del 28 gennaio 1945, fu attaccata dagli incrociatori leggeri britannici HMS Diadem e HMS Mauritius: nel seguente combattimento, due unità tedesche furono danneggiate anche se, grazie alla loro superiore velocità, riuscirono a rompere il contatto e a rifugiarsi a Bergen, da cui poi rientrarono in seguito in Germania.

## Antefatti
La 4ª Flottiglia cacciatorpediniere della Kriegsmarine, comprendente le tre unità della classe Zerstörer 1936A Z31, Z34 e Z38, era stata stazionata nelle acque della Norvegia settentrionale per tre anni e mezzo, anche se nel corso del 1944 aveva preso il mare solo occasionalmente. Con il deteriorarsi della situazione bellica generale della Germania, nel gennaio 1945 la flottiglia fu richiamata dalle acque norvegesi per essere destinata al teatro del mar Baltico: i tre cacciatorpediniere salparono quindi da Tromsø il 25 gennaio e diressero verso sud.
Nel corso del gennaio 1945 la Home Fleet della Royal Navy aveva condotto una serie di attacchi al traffico navale tedesco lungo le coste norvegesi, tra cui un fallito attacco di motosiluranti a tre navi scorate tra il 6 e l'8 gennaio e l'intercettamento di un convoglio tedesco vicino Egersund da parte degli incrociatori HMS Norfolk e HMS Bellona nella notte tra l'11 e il 12 gennaio. Il 27 gennaio, le portaerei di scorta HMS Campania, HMS Nairana e HMS Premier lasciarono la base di Scapa Flow per condurre una serie di incursioni aeronavali nella zona di Vaago (operazione Winded), con la scorta dell'incrociatore HMS Berwick e di sei cacciatorpediniere.
I britannici rilevarono lo spostamento della 4ª Flottiglia tedesca grazie alle intercettazioni del sistema "Ultra". Il comandante della Home Fleet, ammiraglio Henry Ruthven Moore, ricevette la notizia che i cacciatorpediniere tedeschi erano salpati il 27 gennaio, giusto poco dopo che le tre portaerei e la loro scorta avevano preso il mare; Moore ritenne che le navi tedesche avrebbero seguito una rotta compresa tra le isole costiere e la costa vera e propria, come era comune per le unità della Kriegsmarine: se così fosse stato, era preferibile portare l'attacco con i velivoli del No. 18 Group RAF, visto che le acque interne della Norvegia erano protette da campi di mine navali e batterie di artiglieria costiera, ma vi era la possibilità che i tedeschi potessero optare per un passaggio ad alta velocità e con il favore del buio esternamente alle isole costiere norvegesi, lungo una rotta più breve. Per fronteggiare questa evenienza, Moore ordinò al vice ammiraglio Frederick Dalrymple-Hamilton, comandante del 10th Cruiser Squadron, di distaccare in pattugliamento al largo di Bergen gli incrociatori Diadem e Mauritius; la Home Fleet non aveva cacciatorpediniere a disposizione per scortare gli incrociatori di Dalrymple-Hamilton, e Moore decise di non cancellare l'incursione delle portaerei per liberare unità di questo tipo.

## La battaglia

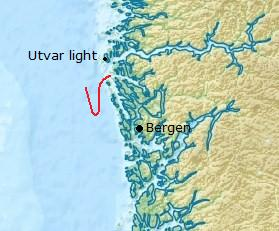
Carta della costa della Norvegia davanti Bergen con indicata la rotta approssimativa delle navi britanniche e tedesche nel corso della battaglia

Il comandante della 4ª Flottiglia tedesca, capitano H.F. von Wangenheim, aveva effettivamente deciso di percorrere la rotta più breve e veloce che passava esternamente alle isole costiere. La sera del 27 gennaio i tre cacciatorpediniere furono avvistati e attaccati da aerei britannici a occidente di Sognefjord, ma continuarono il loro viaggio verso sud.
Il contatto tra le navi di von Wangenheim e quelle di Dalrymple-Hamilton fu stabilito alle 00:48 del 28 gennaio: la 4ª Flottiglia si trovava a circa 13 miglia nautiche (24 chilometri) a sud-ovest del faro di Utvær e a 30 miglia nautiche (56 chilometri) a nord-ovest di Bergen; il mare era calmo e la visibilità eccellente grazie alla luna piena. Britannici e tedeschi si avvistarono reciprocamente nello stesso istante: gli incrociatori, che si trovavano a 9 miglia e mezzo (18 chilometri) a ovest delle unità tedesche, aprirono immediatamente il fuoco sparando proiettili illuminanti e virarono verso sud per assumere una rotta parallela a quella del nemico.

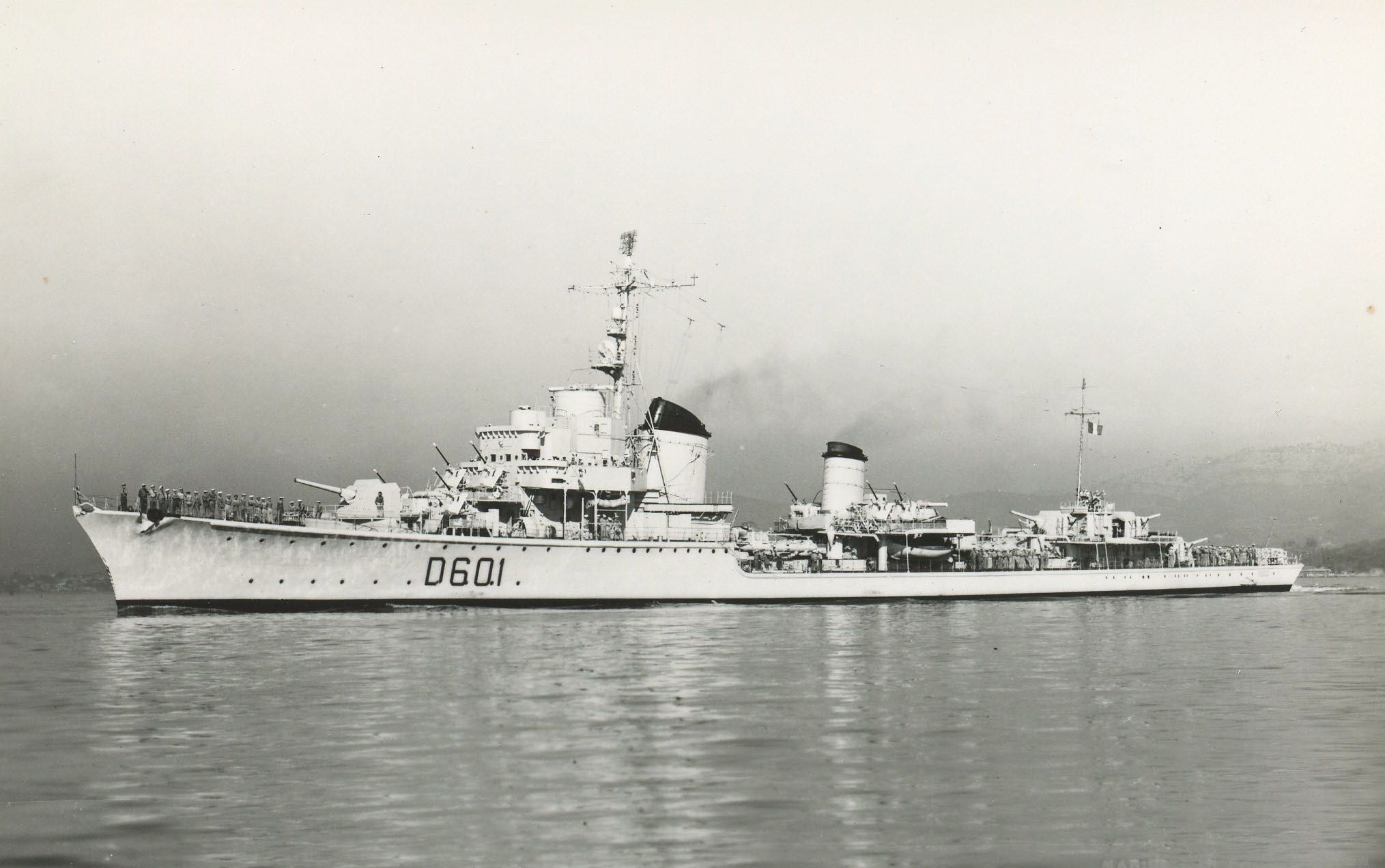
Il cacciatorpediniere Z31 in una foto del dopoguerra

Il cacciatorpediniere Z31, nave di bandiera di von Wangenheim, subì immediatamente gravi danni a causa del fuoco britannico: la nave fu raggiunta da sette proiettili calibro 152 mm, che appiccarono un incendio a bordo, danneggiarono il compartimento dell'idrofono e la stazione di lancio dei siluri, e distrussero la torretta d'artiglieria anteriore. A dispetto dei danni lo Z31 non registrò alcuna perdita di velocità, anche se le vittime tra il suo equipaggio ammontarono a 55 morti e 24 feriti. Dopo che lo Z31 fu danneggiato, il comandante del cacciatorpediniere Z34 capitano Karl Hetz assunse la direzione della flottiglia: lo Z34 tentò due attacchi con i siluri ai danni degli incrociatori britannici nel tentativo di costringerli a cambiare rotta, ma senza successo e subendo anche un colpo d'artiglieria sulla linea di galleggiamento. Anche il terzo cacciatorpediniere tedesco, lo Z38, tentò di portarsi all'attacco con i siluri, ma dovette rinunciare quando ricevette un colpo d'artiglieria sul fumaiolo che provocò un guasto a una tubatura della caldaia.
Il capitano Hetz decise di dirigere a nord nel tentativo di rompere il contatto con i britannici: lo Z34 compì un terzo attacco con i siluri, ancora senza esito, e le tre unità tedesche stesero quindi una cortina fumogena per mascherare la loro posizione. Anche i due incrociatori britannici virarono e fecero rotta verso nord a caccia dei tedeschi: ne seguì una battaglia in movimento nel corso della quale il Mauritius ricevette un colpo d'artiglieria sul ponte della mensa senza però subire perdite, mentre sei minuti più tardi il Diadem fu raggiunto da un proiettile che causò un morto e tre feriti tra l'equipaggio. I cacciatorpediniere tedeschi erano capaci di sviluppare una velocità di 38 nodi (70 km/h), mentre il Diadem aveva una velocità massima di 32 nodi (59 km/h) e il Mauritius di 31 nodi (57 km/h): come risultato, le unità tedesche guadagnarono gradualmente un vantaggio sulle navi britanniche fino ad arrivare sotto la protezione dei cannoni costieri intorno alle 02:00. Le navi britanniche interruppero quindi l'inseguimento e fecero rotta per Scapa Flow.

## Conseguenze

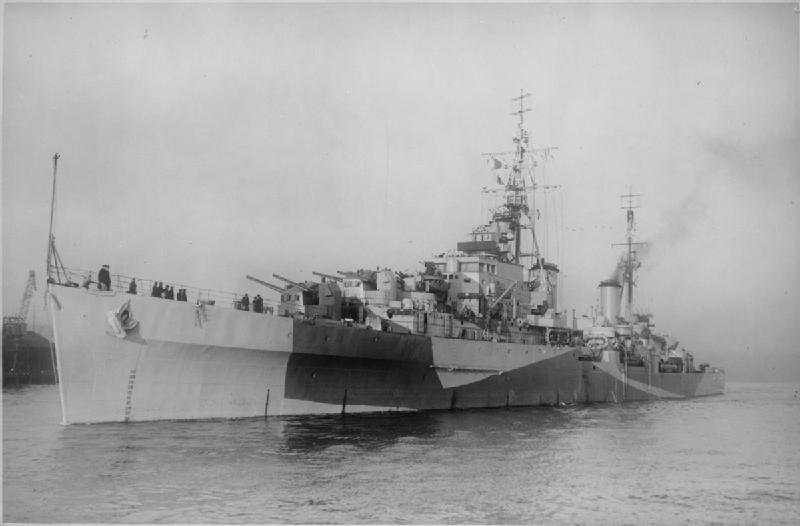
L'incrociatore britannico Diadem

All'alba del 28 gennaio, la 4ª Flottiglia riprese la sua rotta verso sud e raggiunse il porto di Bergen; lo Z31 fu messo in cantiere per riparare i danni riportati nello scontro, mentre gli altri due cacciatorpediniere salparono quella stessa sera. Le unità subirono un attacco aereo il giorno seguente, ma non riportarono danni e si rifugiarono in un fiordo a sud di Stavanger nel corso delle ore di luce; tornarono in mare la sera del 29 gennaio e raggiunsero Kiel in Germania il 1º febbraio.
A Bergen lo Z31 ricevette delle riparazioni di massima, tra cui la rimozione dei resti della torretta anteriore. La nave ripartì l'8 febbraio dirigendo senza inconvenienti a Horten dove si sottopose a ulteriori lavori che comportarono anche l'incremento dell'armamento antiaereo, mentre la torretta d'artiglieria anteriore fu rimpiazzata da un singolo cannone da 100 mm; questa misura doveva essere solo temporanea, ma rimase in vigore per il resto della carriera della nave. Completati anche questi lavori, lo Z31 raggiunse Gotenhafen il 15 marzo seguente. L'ultimo cacciatorpediniere tedesco rimasto nelle acque norvegesi, lo Z33, salpò per la Germania il 5 febbraio ma finì incagliato nel corso del viaggio e subì ulteriori danni il 9 febbraio nel corso della battaglia aerea di Førdefjord; dopo le riparazioni, raggiunse Swinemünde il 2 aprile.
Sia i britannici che i tedeschi furono insoddisfatti per l'azione del 28 gennaio 1945. I britannici rimpiansero di non aver ottenuto maggiori risultati a dispetto del loro vantaggio in artiglieria, e l'ammiraglio Moore si rammaricò di non aver cancellato il raid delle portaerei per poter aggiungere dei cacciatorpediniere alla formazione di Dalrymple-Hamilton. In un'analisi del dopoguerra, il primo lord del mare Andrew Cunningham approvò la tattica adottata da Dalrymple-Hamilton nel corso della battaglia, ma ritenne che la composizione della sua forza fosse «inadeguata» allo scopo dell'azione. Anche il comando della Kriegsmarine espresse insoddisfazione per lo scontro, ritenendo che le navi avrebbero fatto meglio a trovare rifugio nelle acque costiere norvegesi già dopo gli attacchi aerei della sera del 27 gennaio.
L'azione del 28 gennaio 1945 fu l'ultima battaglia navale combattuta tra tedeschi e britannici nelle acque norvegesi durante la seconda guerra mondiale. Fu anche la penultima azione di superficie condotta dalla Kriegsmarine nel corso della guerra, seguita solo dalla battaglia del mar Ligure del 18 marzo 1945; per quella data, le superstiti unità navali della Kriegsmarine erano state concentrate nel mar Baltico per supportare le operazioni di evacuazione dei civili tedeschi dalle regioni invase dall'Armata Rossa.